# Хари (река)
Хари (Джамби) (на индонезийски: Batang Hari) е река в Индонезия, най-голямата на остров Суматра, вливаща се в протока Берхала на Южнокитайско море. Дължина – около 800 km, площ на водосборния басейн – 44 890 km². Река Хари води началото си на 1565 m н.в. от масива Гунунг Расам, издигащ се в северната част на планинската вулканична верига Барисан, в непосредствена близост до езерото Диалас. В най-горното си течение протича в широка и сравнително плитка планинска долина, а при град Сунгайдарех излиза от планините и до устието си тече предимно в източна посока през обширната и заблатена равнина на остров Суматра. Влива се чрез два основни ръкава (Хари и Ниур) в протока Берхала (отделя остров Суматра от архипелага Линга) на Южнокитайско море. Подхранването ѝ е предимно дъждовно и е пълноводна целогодишно. Средният ѝ годишен отток е около 1500 m³/s. Плавателна е на 350 km от устието за плитко газещи речни съдове, а до град Джамби (Теланайпура) – за морски кораби.